# Kai Stratznig
Kai Lukas Stratznig (Spittal an der Drau, Austria, 15 de abril de 2002) es un futbolista austríaco que juega como centrocampista en el First Vienna FC 1894 de la 2. Liga.

## Trayectoria
Nacido en Spittal an der Drau, creció en Mühldorf y comenzó su carrera en el club local SC Mühldorf. Antes de la temporada 2016-17, se incorporó a la academia del Wolfsberger AC. En marzo de 2019, debutó con el equipo reserva en la Austrian Regional League contra el FC Wels. Al final de la temporada 2018-19, había hecho 11 apariciones en el tercer nivel.
En junio de 2020, fue incluido por primera vez en la plantilla del primer equipo para el partido contra el SK Sturm Graz. Debutó en la Bundesliga austriaca ese mismo mes, cuando entró en sustitución de Romano Schmid en el minuto 75 de la derrota por 4-2 ante el TSV Hartberg el 10 de junio. Apareció por primera vez en el once inicial el 21 de junio en el empate 2-2 contra el Red Bull Salzburgo.
A finales de enero de 2023 ficha por el First Vienna de la 2. Liga.

## Selección nacional
En marzo de 2021 debutó como internacional con la selección sub-21 de Austria contra Arabia Saudita.

## Estadísticas

### Clubes
Actualizado al último partido disputado el 11 de agosto de 2023.
| Club                     | Div.          | Temporada     | Liga  | Liga  | Copas nacionales | Copas nacionales | Copas internacionales | Copas internacionales | Total | Total |
| Club                     | Div.          | Temporada     | Part. | Goles | Part.            | Goles            | Part.                 | Goles                 | Part. | Goles |
| ------------------------ | ------------- | ------------- | ----- | ----- | ---------------- | ---------------- | --------------------- | --------------------- | ----- | ----- |
| Wolfsberger AC · Austria | 1.ª           | 2019-20       | 4     | 0     | 0                | 0                | 0                     | 0                     | 4     | 0     |
| Wolfsberger AC · Austria | 1.ª           | 2020-21       | 24    | 0     | 2                | 0                | 7                     | 0                     | 33    | 0     |
| Wolfsberger AC · Austria | 1.ª           | 2021-22       | 18(1) | 0     | 4                | 0                | —                     | —                     | 22    | 0     |
| Wolfsberger AC · Austria | Total club    | Total club    | 46    | 0     | 6                | 0                | 7                     | 0                     | 59    | 0     |
| First Vienna · Austria   | 2ª            | 2023          | 11    | 0     | —                | —                | —                     | —                     | 11    | 0     |
| First Vienna · Austria   | 2ª            | 2023-24       | 0     | 0     | 0                | 0                | —                     | —                     | 0     | 0     |
| First Vienna · Austria   | Total club    | Total club    | 11    | 0     | 0                | 0                | 0                     | 0                     | 11    | 0     |
| Total carrera            | Total carrera | Total carrera | 57    | 0     | 6                | 0                | 7                     | 0                     | 70    | 0     |